# Frančiška Ovijač
Frančiška Ovijač (tudi Frančiška Ovjiazh), slovenska mecenka, * okoli 1823, Postojna, † 11. januar 1893, Ljubljana.

## Življenje in delo
Frančiška Ovijač, hči odvetnika B. Ovijača, je v oporoki večino svojega premoženje zapustila ljubljanski škofiji, in sicer z naročilom, da nastavi v darovani hiši na Kongresnem trgu v Ljubljani duhovnika za upravitelja, dohodke pa uporablja na sledeči način: za romarsko cerkev in frančiškanski samostan na Brezjah, dokler ne bosta brez dolgov; za semenišče v Ljubljani, dokler bo primanjkovalo duhovniškega naraščaja; in za nabavo opreme absolviranim bogoslovcem ljubljanske škofije.